# God Bless the Children of the Beast
«God Bless the Children of the Beast» —en español: «Dios Bendiga a los Hijos de la Bestia»— es una canción de la banda estadounidense de hard rock Mötley Crüe. La canción fue publicada en su segundo álbum de estudio Shout at the Devil, como la canción #5 y es la segunda canción más corta del álbum. La canción fue escrita por Mick Mars, y es un instrumental de guitarra ejecutado por él, con una duración de 1:33. Al final de la canción se escucha la frase God Bless the Children of the Beast.

## Apariciones
- Aparece en el álbum Music to Crash Your Car to: Vol. 1, como la #9 del segundo disco.[1]
- Aparece en el álbum Journals of the Damned como la canción #5.[1]